# Luminița Pișcoran
Luminița Pișcoran (* 14. März 1988) ist eine rumänische Biathletin.
Luminița Pișcoran gab zu Beginn der Saison 2008/09 in Obertilliach ihr Debüt im IBU-Cup und wurde in ihrem ersten Einzel 38., womit sie sofort ihre ersten Punkte gewann. Höhepunkt der ersten Saison wurde die Teilnahme an den Junioren-Weltmeisterschaften 2009 in Canmore. Im Einzel und im Sprint erreichte sie den 41. Platz, wurde 30. in der Verfolgung und Neunte im Staffelrennen. Kurz darauf nahm sie in Ufa an den Biathlon-Europameisterschaften 2009 der Junioren teil, bei denen sie Achte des Einzels, 13. des Sprints sowie Neunte der Verfolgung wurde und mit Diana Mihalache und Réka Ferencz im Staffelrennen Bronze gewann. Bei den Juniorenrennen der Sommerbiathlon-Weltmeisterschaften 2009 in Oberhof startete Pișcoran sowohl bei den Wettbewerben im Crosslauf wie auch auf Skirollern. Im Cross erreichte sie im Sprint wie in der Verfolgung den 12. Platz, auf Rollski kamen ein 24. Rang im Sprint und Platz 16 in der Verfolgung hinzu. Mit Réka Ferencz, Ștefan Gavrilă und Roland Gerbacea gewann sie zudem im Mixed-Staffelrennen eine weitere Bronzemedaille. Bei den Sommerbiathlon-Europameisterschaften 2009 in Nové Město na Moravě gewann sie mit Silber im Massenstart ihre erste internationale Einzelmedaille. In der Folgesaison lief sie in Obertilliach mit einem 23. Platz im Sprint auf ihre bisherige beste Platzierung im IBU-Cup. In Duszniki-Zdrój nahm die Rumänin an den Sommerbiathlon-Weltmeisterschaften 2010 teil. Im Sprint belegte sie den 17. Platz und erreichte im darauf basierenden Verfolgungsrennen den 15. Platz. In Östersund kam Pișcoran zu Beginn der Saison 2010/11 zu ihrem ersten Einsatz im Biathlon-Weltcup und wurde in einem Einzel 79. Im weiteren Saisonverlauf verbesserte sie ihre Bestleistung bis auf einen 52. Platz vom Verfolgungsrennen in Presque Isle. Höhepunkt der Saison wurden die ersten Weltmeisterschaften Pișcorans in Chanty-Mansijsk, bei denen sie 75. des Einzels und 90. des Sprints wurde. Im weiteren Jahresverlauf nahm sie Rumänin an den Sommerbiathlon-Europameisterschaften 2011 in Martell teil und wurde dort 18. des Sprints, 17. der Verfolgung und mit Diana Marian Salman, Cătălin Pirtu und Remus Faur Siebte mit der Mixed-Staffel. Erste Weltcuppunkte gewann Pișcoran als 35. 2012 bei einem Sprint in Nové Město. Am Holmenkollen in Oslo verbesserte sie sich wenig später bis auf einen 26. Rang im Sprint.
Bei den Biathlon-Europameisterschaften 2015 in Otepää errang sie die Goldmedaille im Einzel. Es war ihr erster Sieg auf internationaler Ebene.

## Biathlon-Weltcup-Platzierungen
Die Tabelle zeigt alle Platzierungen (je nach Austragungsjahr einschließlich Olympische Spiele und Weltmeisterschaften).
- 1.–3. Platz: Anzahl der Podiumsplatzierungen
- Top 10: Anzahl der Platzierungen unter den ersten zehn (einschließlich Podium)
- Punkteränge: Anzahl der Platzierungen innerhalb der Punkteränge (einschließlich Podium und Top 10)
- Starts: Anzahl gelaufener Rennen in der jeweiligen Disziplin
- Staffel: inklusive Mixed- und Single-Mixed-Staffeln

| Platzierung            | Einzel | Sprint | Verfolgung | Massenstart | Staffel | Gesamt |
| ---------------------- | ------ | ------ | ---------- | ----------- | ------- | ------ |
| 1. Platz               |        |        |            |             |         |        |
| 2. Platz               |        |        |            |             |         |        |
| 3. Platz               |        |        |            |             |         |        |
| Top 10                 |        |        |            |             |         |        |
| Punkteränge            |        | 1      |            |             | 3       | 4      |
| Starts                 | 6      | 15     | 3          |             | 3       | 27     |
| Stand: 14. Januar 2012 |        |        |            |             |         |        |